# Lovro Cvek
Lovro Cvek (Varaždin, 6 luglio 1995) è un calciatore croato, centrocampista del Sebenico.

## Carriera

### Club
Il 6 luglio 2019 viene acquistato a titolo definitivo per 50.000 euro dalla squadra slovacca dello Senica.

### Nazionale
Ha giocato nelle nazionali giovanili croate Under-20 ed Under-21.

## Palmarès

### Club

#### Competizioni nazionali
- Campionato rumeno: 1

CFR Cluj: 2021-2022